# Моммзен, Август
Иоганн Август Вильгельм Моммзен (нем. Johann August Wilhelm Mommsen; 25 июля 1821, Ольдесло — 18 июня 1913, Гамбург) — филолог-классик и учитель немецкого языка.

## Биография
Август Моммзен — сын пастора Йенса Моммзена и Софи Элизабет Крумбхаар, был младшим братом историка Теодора Моммзена и классического филолога Тихо Моммзена.
Он женился на Мари Розали. У них был сын Вильгельм Моммзен.
Изучив классическую филологию, которую он защитил со степенью доктора в Кильском университете в 1846 году, он стал учителем сначала во Фленсбурге, а затем в средней школе в Гамбурге. В 1853 году он стал старшим учителем гимназии в Пархиме, а в 1864 году заместителем директора кафедральной школы в Шлезвиге. В 1868 году получил звание профессора гимназии.
Также Август написал множество трактатов по греческой и римской хронологии, антикварные этюды о городских праздниках афинян написанные в 1884, в том числе отмеченное наградами Геортология, посвящённая старшему брату.
Иоганн Август Вильгельм Моммзен умер 18 июня 1913 года в возрасте 91 года.

## Работы
- De futuri Graeci indole modali. Kiel 1845 (Preisschrift)
- Beiträge zur griechischen Zeitrechnung. Leipzig 1856. In: Neue Jahrbücher für Philologie und Paedagogik. Neue Folge der Supplemente. Erster Band. Leipzig 1855, S. 199—264
- Zweiter Beitrag zur Zeitrechnung der Griechen und Römer. In: Jahrbücher für classische Philologie. Dritter Suppplementband. Leipzig 1859, S. 343—454
- Heortologie. Antiquarische Untersuchungen über die städtischen Feste der Athener. Leipzig 1864
- Athenae christianae. Leipzig 1868
- Zur Kunde des griechischen Klimas. Schleswig 1870
- Griechische Jahreszeiten. 5 Hefte (fortlaufende Seitenzählung), Schleswig 1873—1877
- Delphika. Leipzig 1878
- Chronologie. Untersuchungen über das Kalenderwesen der Griechen, insonderheit der Athener. Leipzig 1883
- Über die Zeit der Olympien. Leipzig 1891
- Feste der Stadt Athen im Altertum, geordnet nach attischem Kalender. Umarbeitung der 1864 erschienenen Heortologie. Leipzig 1898